# Fabio Parra
Fabio Enrique Parra Pinto (* 22. November 1959 in Sogamoso, Boyacá, Kolumbien) ist ein ehemaliger kolumbianischer Radrennfahrer.
Er war Teilnehmer der Olympischen Sommerspiele 1984 in Los Angeles. Im olympischen Straßenrennen wurde er 21. 1984 und 1985 siegte er in der Vuelta a Cundinamarca. Nach zahlreichen guten Ergebnissen als Amateur in Kolumbien (u. a. Gewinner der Kolumbienrundfahrt 1981) unterschrieb Fabio Parra 1985 seinen ersten Profivertrag bei der kolumbianischen Mannschaft Café de Colombia. Er war Profi von 1985 bis 1992 und gewann Etappen sowohl bei der Tour de France wie auch bei der Vuelta. 1984 gewann er die Vuelta a Antioquia, 1986 die Vuelta a Boyacá. 
Seine größten Erfolge feierte Parra als Dritter des Gesamtklassements bei der Tour de France 1988 und als Gesamtzweiter der Vuelta a España 1989 hinter Pedro Delgado.

## Grand-Tour-Platzierungen
| Grand Tour            | 1985 | 1986 | 1987 | 1988 | 1989 | 1990 | 1991 | 1992 |
| --------------------- | ---- | ---- | ---- | ---- | ---- | ---- | ---- | ---- |
| Vuelta a EspañaVuelta | 5    | 8    | –    | 5    | 2    | 5    | 5    | 7    |
| Giro d’ItaliaGiro     | –    | –    | –    | –    | –    | –    | –    | –    |
| Tour de FranceTour    | 8    | DNF  | 6    | 3    | DNF  | 13   | DNF  | DNF  |